# 河包白塔
河包白塔位於重庆市荣昌区河包镇海月村，文物遺址年代為南宋（塔身碑刻為紹興三十一年，即公元1161年），1987年1月23日列為重慶市第二批市級文物保護單位初定名單。1992年3月19日列為重慶市第二批市級文物保護單位。2000年9月7日列為第一批重慶市文物保護單位。